# El cielo
El cielo è il secondo album in studio del gruppo musicale statunitense Dredg, pubblicato l'8 ottobre 2002 dalla Interscope Records.

## Descrizione
Si tratta di un concept album ispirato dal dipinto Sogno causato dal volo di un'ape intorno a una melagrana un attimo prima del risveglio di Salvador Dalí (il cui acronimo inglese è il titolo del brano d'apertura).
L'album è stato masterizzato presso gli Oceanview Digital Mastering di Santa Monica (California) ed ingegnerizzato in tre studi: gli Skywalker Ranch di Nicasio (California), i Longview Farm Studios di Brookfield (Massachusetts) e i Cello Studios di Hollywood (California). Tutti i brani sono stati inoltre missati presso i Track Record di North Hollywood (California) ad esclusione di Brushstroke: dcbtfoabaaposba, Brushstroke: Walk in the Park, Scissor Lock e Brushstroke: An Elephant in the Delta Waves, missate presso i Longview Farm Studios.

## Tracce
Testi di Gavin Hayes (eccetto dove indicato), musiche dei Dredg.
1. Brushstroke: dcbtfoabaaposba – 0:57
2. Same Ol' Road – 5:14 (testo: Gavin Hayes, Nate Hayes)
3. Sanzen – 4:34
4. Brushstroke: New Heart Shadow – 1:33
5. △ – 5:03 (testo: Gavin Hayes, John Fisher) – indicata anche come Triangle
6. Sorry but It's Over – 4:08
7. Convalescent – 3:32
8. Brushstroke: Walk in the Park – 1:40
9. Eighteen People Living in Harmony – 4:28
10. Scissor Lock – 3:23
11. Brushstroke: Reprise – 1:33
12. Of the Room – 3:44
13. Brushstroke: An Elephant in the Delta Waves – 1:47
14. It Only Took a Day – 3:16
15. Whoa Is Me – 5:36
16. The Canyon Behind Her – 6:40

## Formazione
Gruppo
- Gavin Hayes – voce, chitarra
- Mark Engles – chitarra
- Drew Roulette – basso
- Dino Campanella – batteria, percussioni, pianoforte

Altri musicisti
- Greg Ellis – percussioni aggiuntive in vari brani
- Ron Saint Germain – voce aggiuntiva (traccia 2), cori aggiuntivi (traccia 5)
- Nate Hayes – cori aggiuntivi (traccia 5)
- Igor Tkachenko – composizione e arrangiamento strumenti ad arco (tracce 5, 8 e 9)
- Rohan Gregory – violino (tracce 5, 8 e 9)
- Reinmar Seidlar – violoncello (tracce 5, 8 e 9)
- Azaam Ali – voce aggiuntiva (traccia 12)
- Zack Hexum – sassofono (traccia 15)
- Ai – voce aggiuntiva (traccia 16)
- The Los Angeles Master Chorale – coro (traccia 16)
  - Michael Geiger (corista e arrangiatore)
  - Robert Lewis
  - George Stern
  - Andy Brown

Produzione
- Ron Saint Germain – produzione (eccetto tracce 7 e 16), missaggio (tracce 1, 8, 10 e 13)
- Dredg – produzione, missaggio (tracce 7 e 16)
- Tim Palmer – produzione (tracce 7 e 16), missaggio (eccetto tracce 1, 8, 10 e 13)
- Michael Rosen – produzione e ingegneria del suono (traccia 12)
- Mark O'Donoughue – ingegneria del suono
- Dann Thomson – assistenza tecnica presso i Skywalker Ranch
- Evan Sanchez – assistenza tecnica aggiuntiva presso i Skywalker Ranch
- Judy Kirschner – assistenza tecnica aggiuntiva presso i Skywalker Ranch
- Clayton Wood – assistenza tecnica aggiuntiva presso i Skywalker Ranch
- Paul Conaway – assistenza tecnica presso i Longview Farm Studios
- Rob Gil – assistenza tecnica presso i Longview Farm Studios
- Jim Scott – ingegneria del suono aggiuntiva presso i Cello Studios
- Ryan Hewitt – assistenza tecnica presso i Cello Studios
- Joe Gastwirt – mastering